# 長蛇座47
長蛇座47，又名CD-2411202，HD 121847、SAO 182134、HR 5250，是長蛇座的一颗恒星，视星等为5.15，位于銀經321.66，銀緯35.45，其B1900.0坐标为赤經13h 52m 54.3s，赤緯-24° 35.45′ 3″。